# فرانسواز تیسور
فرانسواز تیسور (انگلیسی: Françoise Tisseur؛ زادهٔ) دانشمند در زمینه ریاضیات اهل فرانسه است.